# 聾人
聾人（Deaf People），指的是以耳聾（deafness），即听力障碍的群体，目前听力损失等级一共分四种。

## 稱呼叫法
- 听障人士：即生理角度的叫法[1]。
- 聽力殘疾或者聽力障礙：即醫療角度的叫法。
- 聾人：即人文角度的叫法[2][3]。
- 瘖啞人：指無聽能又無語能的人[4]。此為法律角度的叫法。

## 歧视性稱呼
这里指有意或者无意对于听障人士的歧视性稱呼。
- 聋哑人：绝大部分的聋人能开口说话，因此听力损失不代表声带损失。
- 聋子：和“瞎子”意思差不多，略有歧视的意味，不是礼貌用语。
- 失聰：指完全或部分喪失聽覺功能的狀態。聾人機構「龍耳」指出，這詞總給人「失去聰明」之感[5]。

## 法律上適當的便利措施

### 台灣
在法律上，瘖啞人指的是出生及從小就同時無法聽到聲音和無法說話。制定法律時考慮到他們「不能承受教育、能力薄弱之故，故視為限制責任能力人」，因此明定法律為他們減輕罪責。相關法律如下：
- 刑法第20條：瘖啞人之行為，得減輕其刑。
- 刑法第87條第2項：有第19條第2項及第20條之原因，其情狀足認有再犯或有危害公共安全之虞時，於刑之執行完畢或赦免後，令入相當處所，施以監護。但必要時，得於刑之執行前為之。

### 中國
- 刑法第十九条 【又聋又哑的人或盲人犯罪的刑事责任】又聋又哑的人或者盲人犯罪，可以从轻、减轻或者免除处罚[8]。

### 香港
《聾健司法平等》是由香港平等機會委員會於2022年11月15日推出的一份指引。它提供了一系列建議，旨在為聾人、聽障人士以及相關法律工作者等提供指導。其中包括與聾人和聽障人士溝通的指導原則，以及針對不同的訴訟過程提出的可行和適當的便利措施建議。

## 聾人文化
聋人文化是集社会信仰，行为艺术，文学传统，历史，价值观，和的共同社区所产生的聋人文化。